# Nombre de Stefan
Le nombre de Stefan {\displaystyle (Ste)} est un nombre sans dimension utilisé en phénomène de transfert pour étudier le transfert thermique lors d'un changement de phase solide-liquide. Il représente le rapport entre la chaleur sensible et la chaleur latente.
Ce nombre porte le nom de Josef Stefan, physicien et mathématicien slovène.
On le définit de la manière suivante :
{\displaystyle Ste={\frac {c_{p}(T_{f}-T)}{L}}}
avec :
- Tf - température de fusion
- T - température du système
- cp - capacité thermique massique
- L - chaleur latente de fusion

Ce nombre est un paramètre important pour résoudre le problème de Stefan, problème qui consista à calculer la vitesse du changement de la glace polaire en eau.
Il existe le nombre de Jakob qui caractérise le même type de problème, mais pour le changement de phase liquide-gaz.